# Partido judicial de Montoro
El partido judicial de Montoro es uno de los 85 partidos judiciales en los que se divide la comunidad autónoma de Andalucía y creado por Real Decreto en 1983, como el número 1 de los doce partidos judiciales en que se divide la provincia de Córdoba, en España. La extensión del partido comprende 9 municipios con una superficie de 1.812,84 km² y sede en Montoro. 

## Ámbito geográfico
El ámbito territorial, que viene regulado por el Real Decreto 529/1983, de 9 de marzo, comprende los municipios:
| Partido Judicial | Capital de partido | Municipios que comprende                                                                                                  |
| ---------------- | ------------------ | --- |
| 1                | Montoro            | Adamuz, Bujalance, Cañete de las Torres, Cardeña, El Carpio, Montoro, Pedro Abad, Villa del Río y Villafranca de Córdoba. |